# تهاجم آمریکایی
تهاجم آمریکایی (به زبان انگلیسی: Invasion U.S.A) یک فیلم اکشن محصول سال ۱۹۸۵ آمریکا که توسط جوزف زیتو کارگردانی شد. در این فیلم چاک نوریس باید در برابر نیروهای چریکی تحت رهبری کوبا مبارزه کند.